# Championnats du monde juniors d'athlétisme 2016
Navigation
Édition précédente Édition suivante
Les championnats du monde juniors d'athlétisme 2016 (en anglais, IAAF World U20 Championships), seizième édition des championnats du monde juniors d'athlétisme, devaient avoir lieu en juillet 2016 au Stade central de Kazan, en Russie. Le scandale qui a touché la Fédération russe d'athlétisme et le rapport de l'Agence mondiale antidopage paru en novembre 2015, poussent l'IAAF à retirer cette compétition le 13 novembre 2015 à cette fédération. En janvier 2016, c'est la ville polonaise de Bydgoszcz, seule candidate, qui récupère l'organisation de cette compétition. Cette ville avait déjà organisé ces mêmes championnats en 2008 dans le stade Zdzisław-Krzyszkowiak rénové.

## Résultats

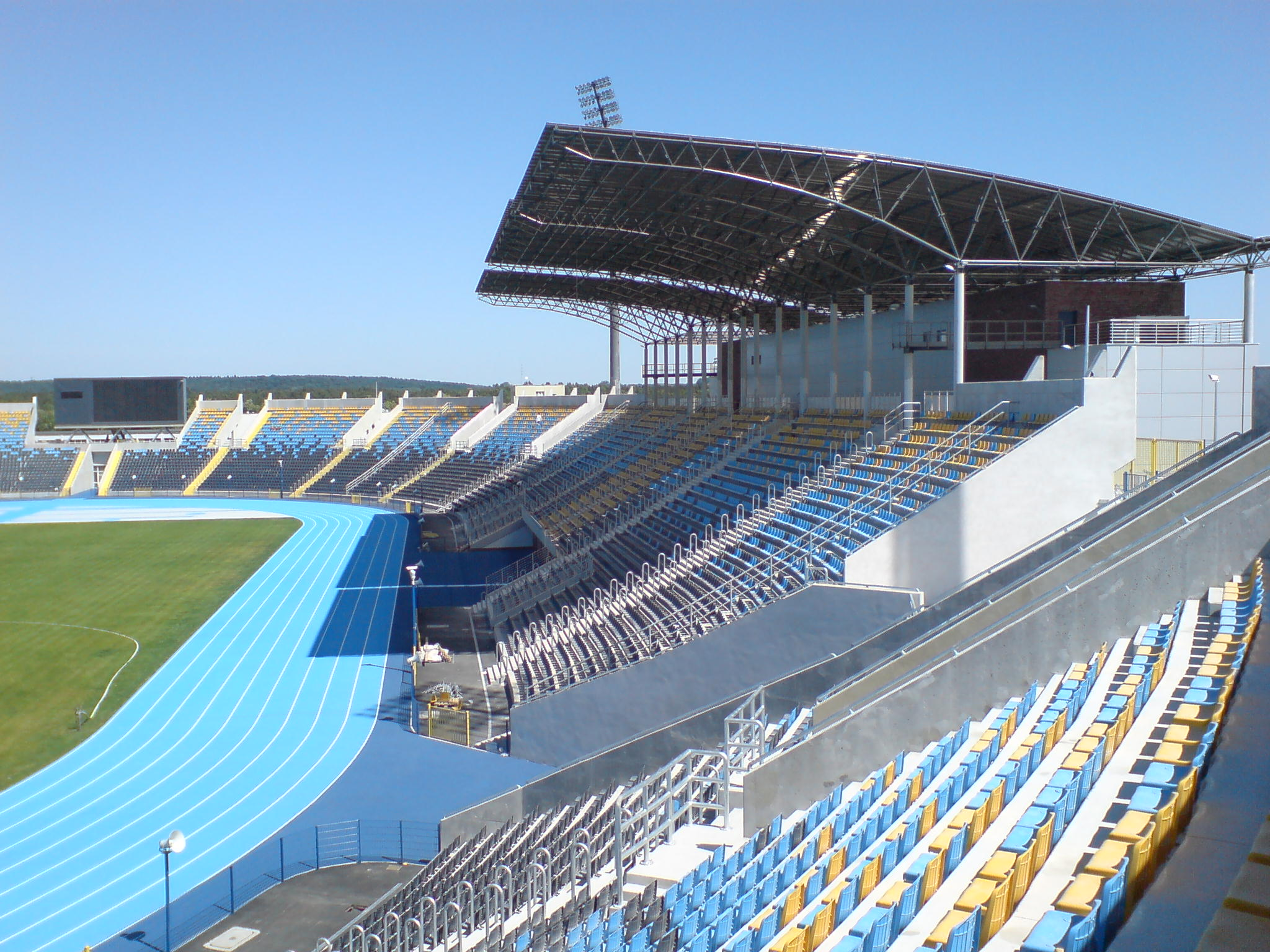
Stade Zdzisław-Krzyszkowiak

### Hommes
| Épreuves                  | Or                                                                                               | Argent                                                                                  | Bronze                                                                                           |
| ------------------------- | ------------------------------------------------------------------------------------------------ | --------------------------------------------------------------------------------------- | ------------------------------------------------------------------------------------------------ |
| 100 m                     | Noah Lyles 10 s 17                                                                               | Filippo Tortu 10 s 24                                                                   | Mario Burke 10 s 26                                                                              |
| 200 m                     | Michael Norman Jr. 20 s 17 (CR)                                                                  | Tlotliso Leotlela 20 s 59                                                               | Nigel Ellis 20 s 63                                                                              |
| 400 m                     | Abdalelah Haroun 44 s 81 (SB)                                                                    | Wilbert London III 45 s 27 (PB)                                                         | Karabo Sibanda 45 s 45                                                                           |
| 800 m                     | Kipyegon Bett 1 min 44 s 95 (SB)                                                                 | Willy Tarbei 1 min 45 s 50                                                              | Mostafa Smaili 1 min 46 s 02                                                                     |
| 1 500 m                   | Kumari Taki 3 min 48 s 63                                                                        | Taresa Tolosa 3 min 48 s 77                                                             | Anthony Kiptoo 3 min 49 s 00                                                                     |
| 5 000 m                   | Selemon Barega 13 min 21 s 21                                                                    | Djamal Direh 13 min 21 s 50 (NJR)                                                       | Wesley Ledama 13 min 23 s 34 (PB)                                                                |
| 10 000 m                  | Aron Kifle 27 min 26 s 20 (NJR)                                                                  | Jacob Kiplimo 27 min 26 s 68 (PB)                                                       | Amedework Walelegn 28 min 0 s 14                                                                 |
| 110 m haies 99,0 cm       | Marcus Krah 13 s 25 (=PB)                                                                        | Amere Lattin 13 s 30 (PB)                                                               | Takumu Furuya 13 s 31 (AJR)                                                                      |
| 400 m haies               | Jaheel Hyde 49 s 03                                                                              | Taylor McLaughlin 49 s 45 (PB)                                                          | Kyron McMaster 49 s 56 (NJR)                                                                     |
| 3 000 m steeple           | Amos Kirui 8 min 20 s 43 (WJL)                                                                   | Yemane Haileselassie 8 min 22 s 67                                                      | Getnet Wale 8 min 22 s 83 (PB)                                                                   |
| 10 000 m marche           | Callum Wilkinson 40 min 41 s 62 (WJL)                                                            | Jonathan Amores 40 min 43 s 33 (PB)                                                     | Salih Korkmaz 40 min 45 s 53 (NJR)                                                               |
| 4 × 100 m                 | États-Unis Michael Norman Jr. Hakim Montgomery Brandon Taylor Noah Lyles 38 s 93 (WJL)           | Japon Ippei Takeda Jun Yamashita Wataru Inuzuka Kenta Ōshima 39 s 01 (AJR)              | Allemagne Roger Gurski Thomas Barthel Niels Torben Giese Manuel Eitel 39 s 13 (AJR)              |
| 4 × 400 m                 | États-Unis Champion Allison Ari Cogdell Kahmari Montgomery Wilbert London III 3 min 2 s 39 (WJL) | Botswana Omphemetse Poo Baboloki Thebe Karabo Sibanda Xholani Talane 3 min 2 s 81 (AJR) | Jamaïque Anthony Carpenter Sean Bailey Terry Ricardo Thomas Christopher Taylor 3 min 4 s 83 (SB) |
| Saut en hauteur           | Luis Zayas 2,27 m (WJL)                                                                          | Darius Carbin 2,25 m (PB)                                                               | Mohamat Allamine Hamdi 2,23 m (PB)                                                               |
| Saut à la perche          | Deakin Volz 5,65 m (PB)                                                                          | Kurtis Marschall 5,55 m                                                                 | Armand Duplantis 5,45 m                                                                          |
| Saut en longueur          | Maykel Massó 8,00 m (- 1,8 m/s)                                                                  | Miltiádis Tedóglou 7,91 m (- 0,4 m/s)                                                   | Darcy Roper 7,88 m (SB) (- 1,0 m/s)                                                              |
| Triple saut               | Lázaro Martínez 17,06 m (WJL)                                                                    | Cristian Nápoles 16,62 m                                                                | Melvin Raffin 16,37 m                                                                            |
| Lancer du poids 6 kg      | Konrad Bukowiecki 23,34 m (WJR)                                                                  | Bronson Osborn 21,27 m (PB)                                                             | Wictor Petersson 20,65 m (PB)                                                                    |
| Lancer du disque 1,750 kg | Mohamed Ibrahim Moaaz 63,63 m (NJR)                                                              | Oskar Stachnik 62,83 m (PB)                                                             | Hleb Zhuk 61,70 m (PB)                                                                           |
| Lancer du marteau 6 kg    | Bence Halász 80,93 m                                                                             | Hlib Piskunov 79,58 m (PB)                                                              | Aleksi Jaakola 77,88 m                                                                           |
| Lancer du javelot         | Neeraj Chopra 86,48 m (WJR)                                                                      | Johan Grobler 80,59 m (PB)                                                              | Anderson Peters 79,65 m (NJR)                                                                    |
| Décathlon junior          | Niklas Kaul 8 162 pts (CR)                                                                       | Maksim Andraloits 8 046 pts (NJR)                                                       | Johannes Erm 7 879 pts (NJR)                                                                     |

### Femmes
| Épreuves          | Or                                                                                         | Argent                                                                                          | Bronze                                                                                      |
| ----------------- | ------------------------------------------------------------------------------------------ | ----------------------------------------------------------------------------------------------- | ------------------------------------------------------------------------------------------- |
| 100 m             | Candace Hill 11 s 07 (CR)                                                                  | Ewa Swoboda 11 s 12 (NJR)                                                                       | Khalifa St. Fort 11 s 18                                                                    |
| 200 m             | Edidiong Ofonime Odiong 22 s 84 (NJR)                                                      | Evelyn Rivera 23 s 21 (PB)                                                                      | Estelle Raffai 23 s 48                                                                      |
| 400 m             | Tiffany James 51 s 32 (WJL)                                                                | Lynna Irby 51 s 39 (PB)                                                                         | Junelle Bromfield 52 s 05                                                                   |
| 800 m             | Samantha Watson 2 min 04 s 52                                                              | Aaliyah Miller 2 min 05 s 06                                                                    | Tigist Ketema 2 min 05 s 13                                                                 |
| 1 500 m           | Adanech Anbesa 4 min 08 s 07                                                               | Fantu Worku 4 min 08 s 43                                                                       | Christina Aragon 4 min 08 s 71 (PB)                                                         |
| 3 000 m           | Beyenu Degefa 8 min 41 s 76 (CR)                                                           | Dalila Abdulkadir Gosa 8 min 46 s 42                                                            | Konstanze Klosterhalfen 8 min 46 s 74                                                       |
| 5 000 m           | Kalkidan Fentie 15 min 29 s 64 (PB)                                                        | Emmaculate Chepkirui 15 min 31 s 12 (PB)                                                        | Bontu Rebitu 15 min 31 s 93                                                                 |
| 3 000 m steeple   | Celliphine Chespol 9 min 25 s 15 (CR)                                                      | Tigist Getnet 9 min 34 s 08                                                                     | Agrie Belachew 9 min 37 s 17 (PB)                                                           |
| 100 m haies       | Elvira Herman 12 s 85 (CR)                                                                 | Rushelle Burton 12 s 87 (NJR)                                                                   | Tia Jones 12 s 89                                                                           |
| 400 m haies       | Anna Cockrell 55 s 20 (PB)                                                                 | Shannon Kalawan 56 s 54                                                                         | Xahria Santiago 56 s 90 (SB)                                                                |
| 4 × 100 m         | États-Unis Tia Jones Taylor Bennett Kaylor Harris Candace Hill 43,69 (WJL)                 | France Tamara Murcia Cynthia Leduc Fanny Peltier Estelle Raffai 44 s 05                         | Allemagne Katrin Fehm Keshia Kwadwo Eleni Frommann Chantal Butzek 44 s 18 (SB)              |
| 4 × 400 m         | États-Unis Lynna Irby Anna Cockrell Karrington Winters Samantha Watson 3 min 29 s 11 (WJL) | Jamaïque Shannon Kalawan Tiffany James Stacey-Ann Williams Junelle Bromfield 3 min 31 s 01 (SB) | Canada Xahria Santiago Ashlan Best Natassha McDonald Victoria Tachinski 3 min 32 s 25 (NJR) |
| 10 000 m marche   | Ma Zhenxia 45 min 18 s 46 (WJR)                                                            | Noemi Stella 45 min 23 s 85 (SB)                                                                | Yehualeye Beletew 45 min 33 s 69 (AJR)                                                      |
| Saut en longueur  | Yanis David 6,42 m                                                                         | Sophie Weissenberg 6,40 m                                                                       | Hilary Kpatcha 6,33 m                                                                       |
| Triple saut       | Chen Ting 13,85 m (PB)                                                                     | Konstadína Roméou 13,55 m (PB)                                                                  | Georgiana-Iuliana Anitei 13,49 m (SB)                                                       |
| Saut en hauteur   | Michaela Hrubá 1,91 m                                                                      | Ximena Lizbeth Esquivel 1,89 m                                                                  | Yuliya Levchenko 1,86 m                                                                     |
| Saut à la perche  | Angelica Moser 4,55 m (CR)                                                                 | Robeilys Peinado 4,40 m                                                                         | Wilma Murto 4,40 m                                                                          |
| Lancer du poids   | Alina Kenzel 17,58 m (WJL)                                                                 | Song Jiayuan 16,36 m (PB)                                                                       | Alyssa Wilson 16,33 m                                                                       |
| Lancer du disque  | Kristina Rakočević 56,36 m                                                                 | Kirsty Williams 53,91 m (PB)                                                                    | Alexandra Emilianov 53,01 m                                                                 |
| Lancer du marteau | Beatrice Nedberge Llano 64,33 m                                                            | Alexandra Hulley 63,47 m                                                                        | Suvi Koskinen 62,49 m                                                                       |
| Lancer du javelot | Klaudia Maruszewska 57,59 m (SB)                                                           | Jo-Ane van Dyk 57,32 m (SB)                                                                     | Eda Tuğsuz 56,71 m                                                                          |
| Heptathlon junior | Sarah Lagger 5 960 pts                                                                     | Adriana Rodríguez 5 925 pts (PB)                                                                | Hanne Maudens 5 881 pts (PB)                                                                |

## Tableau des médailles et placements

### Tableau des médailles
- Classement final[3]

| Rang  | Nation                    | Or | Argent | Bronze | Total |
| ----- | ------------------------- | -- | ------ | ------ | ----- |
| 1     | États-Unis                | 12 | 6      | 4      | 22    |
| 2     | Kenya                     | 5  | 2      | 2      | 9     |
| 3     | Éthiopie                  | 4  | 2      | 4      | 10    |
| 4     | Cuba                      | 3  | 2      | 0      | 5     |
| 5     | Jamaïque                  | 2  | 3      | 3      | 8     |
| 6     | Allemagne                 | 2  | 1      | 3      | 6     |
| 7     | Chine                     | 2  | 1      | 0      | 3     |
| 8     | Qatar                     | 2  | 0      | 1      | 3     |
| 9     | Bahreïn                   | 1  | 2      | 1      | 4     |
| 10    | Pologne                   | 1  | 2      | 0      | 3     |
| 11    | France                    | 1  | 1      | 3      | 5     |
| 12    | Biélorussie               | 1  | 1      | 1      | 3     |
| 13    | Autriche                  | 1  | 1      | 0      | 2     |
| 13    | Tchéquie                  | 1  | 0      | 0      | 1     |
| 13    | Grande-Bretagne           | 1  | 0      | 0      | 1     |
| 13    | Hongrie                   | 1  | 0      | 0      | 1     |
| 13    | Inde                      | 1  | 0      | 0      | 1     |
| 13    | Monténégro                | 1  | 0      | 0      | 1     |
| 13    | Norvège                   | 1  | 0      | 0      | 1     |
| 13    | Suisse                    | 1  | 0      | 0      | 1     |
| 21    | Australie                 | 0  | 3      | 1      | 4     |
| 22    | Afrique du Sud            | 0  | 3      | 0      | 3     |
| 23    | Érythrée                  | 0  | 2      | 0      | 2     |
| 23    | Grèce                     | 0  | 2      | 0      | 2     |
| 23    | Italie                    | 0  | 2      | 0      | 2     |
| 26    | Botswana                  | 0  | 1      | 1      | 2     |
| 26    | Japon                     | 0  | 1      | 1      | 2     |
| 26    | Suède                     | 0  | 1      | 1      | 2     |
| 26    | Ukraine                   | 0  | 1      | 1      | 2     |
| 30    | Colombie                  | 0  | 1      | 0      | 1     |
| 30    | Djibouti                  | 0  | 1      | 0      | 1     |
| 30    | Équateur                  | 0  | 1      | 0      | 1     |
| 30    | Mexique                   | 0  | 1      | 0      | 1     |
| 30    | Venezuela                 | 0  | 1      | 0      | 1     |
| 35    | Finlande                  | 0  | 0      | 3      | 3     |
| 36    | Canada                    | 0  | 0      | 2      | 2     |
| 36    | Turquie                   | 0  | 0      | 2      | 2     |
| 38    | Barbade                   | 0  | 0      | 1      | 1     |
| 38    | Belgique                  | 0  | 0      | 1      | 1     |
| 38    | Estonie                   | 0  | 0      | 1      | 1     |
| 38    | Angleterre                | 0  | 0      | 1      | 1     |
| 38    | Îles Vierges britanniques | 0  | 0      | 1      | 1     |
| 38    | Maroc                     | 0  | 0      | 1      | 1     |
| 38    | Moldavie                  | 0  | 0      | 1      | 1     |
| 38    | Roumanie                  | 0  | 0      | 1      | 1     |
| 38    | Trinité-et-Tobago         | 0  | 0      | 1      | 1     |
| 38    | Ouganda                   | 0  | 0      | 1      | 1     |
| Total | Total                     | 44 | 44     | 44     | 132   |